# Réserve naturelle de Moutmarka
La réserve naturelle de Moutmarka est une zone récréative du parc national de Færder sur l'île de Tjøme dans la municipalité de Færder, dans le comté de Vestfold et Telemark en Norvège. Elle est située au nord-ouest de Verdens ende, la pointe sud de l'île, avec un rivage sur le Tønsbergfjord dans le Skagerrak.

## Description
La réserve naturelle de 3 km2, créée en 2006, est située au sud-ouest de l'île de Tjøme.

Zone de randonnée

Le paysage côtier se compose de plages de galets, de falaises rocheuses dans une direction nord-sud qui s'élèvent à 38 m au-dessus du niveau de la mer, et d'habitats et de types de végétation riches en espèces tels que la forêt, les broussailles, les roche moutonnées, les zones humides, les remblais d'algues et plus encore. Moutmarka appartient à l'Oslofjorden Friluftsråd, qui à son tour appartient aux municipalités autour du fjord. La région est populaire et facilement accessible avec des sentiers de randonnée balisés.

## Historique

Panorama

La municipalité d'Oslo et cinq municipalités du comté ont acheté une superficie de 300 acres (environ 1,21 km²) en 1954 et 400 acres (2,83 km²) supplémentaires en 1958. Cela a empêché la région de devenir une zone non protégée après l'abandon des pâturages communs pour les agriculteurs d'Utbygda.
En 2004, le gouverneur du comté de Vestfold a proposé au ministère de l'Environnement la création de la réserve naturelle de Moutmarka sur une superficie de près de 3 km², dont 0,5 km² en zone maritime. Le 30 juin 2006, la réserve naturelle de Moutmarka a été protégée. Depuis le 23 août 2013, Moutmarka fait partie du parc national Færder nouvellement créé.

## Conditions naturelles

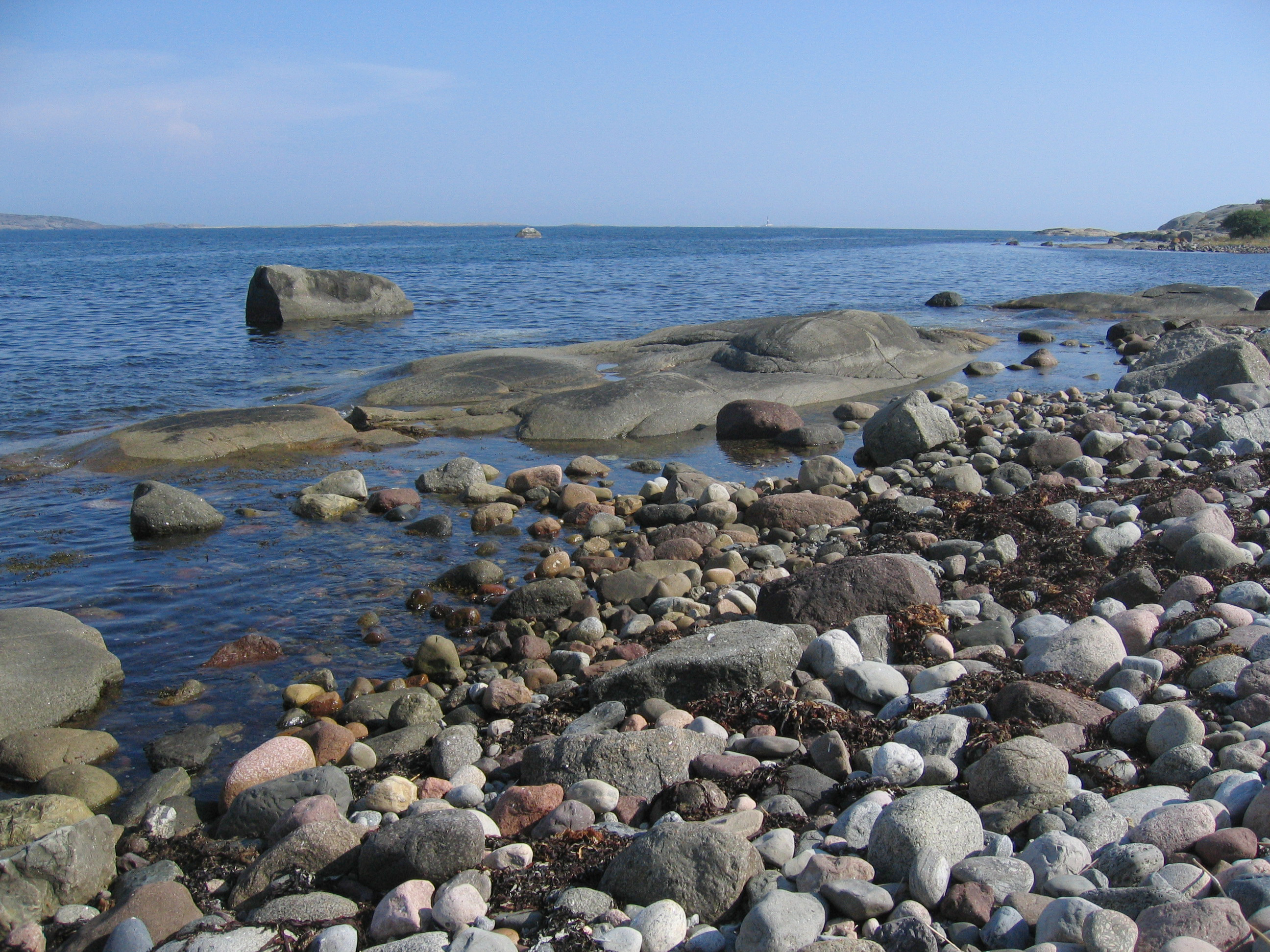
Tjøme-Hvaler-trinnet

Moutmarka possède un site avec de nombreux galets qui font partie de la moraine terminale que le glacier a laissée il y a environ 11 200 ans. La moraine fait partie du Tjøme-Hvaler-trinnet, visible aussi sur l'île de Hvasser et à Hvaler. Les galets sont protégées.
Moutmarka est un bon exemple de formation végétale de bruyère. Les habitats (types naturels) les plus importants de la zone sont la forêt (forêt tempérée décidue, forêt mixte et forêt de broussailles), le fourré bordé de prunellier, les pentes sèches ouvertes à végétation herbacée, le marais salé (marais secs calcaires et marais humides), la plage, zone humide, remblais de goémon et bruyère. La zone est battue par les intempéries, mais aussi abritée par endroits, et possède de riches valeurs naturelles avec 142 espèces répertoriées rouges connues : 22 oiseaux, un amphibien, un reptile, 72 insectes, 6 araignées, 15 plantes vasculaires, une algue couronne et 24 champignons. La réserve naturelle est défrichée et fait paître des moutons pour maintenir l'ancien paysage culturel ouvert.

Plage de Mostranda

Le voisin le plus proche de Moutmarka au nord est le camping Mostranda, qui a été créé dans les années 1930. Il y a l'une des plus belles plages de sable de Tjøme.

## Galerie

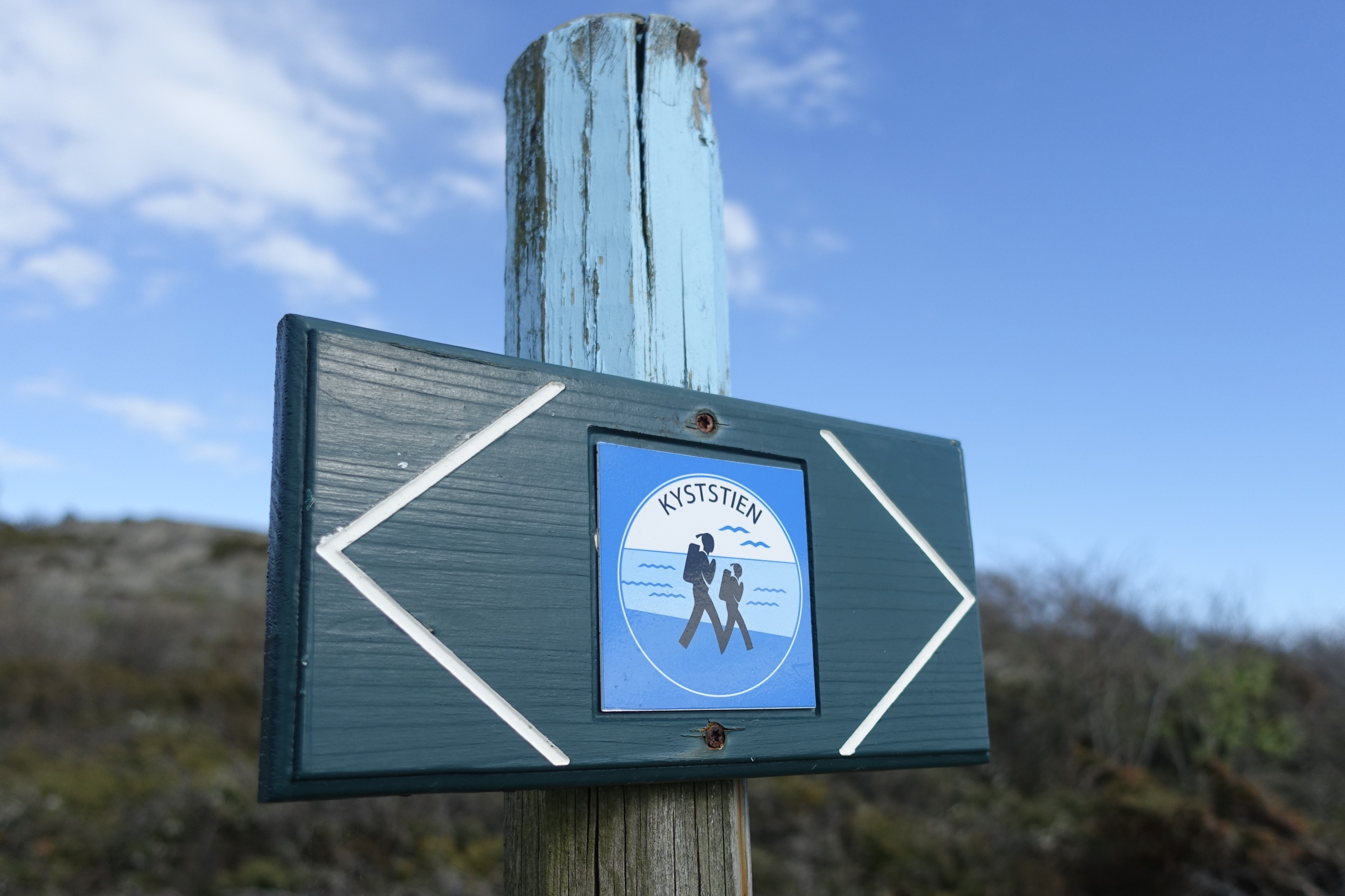
Balisage des sentiers de randonnée
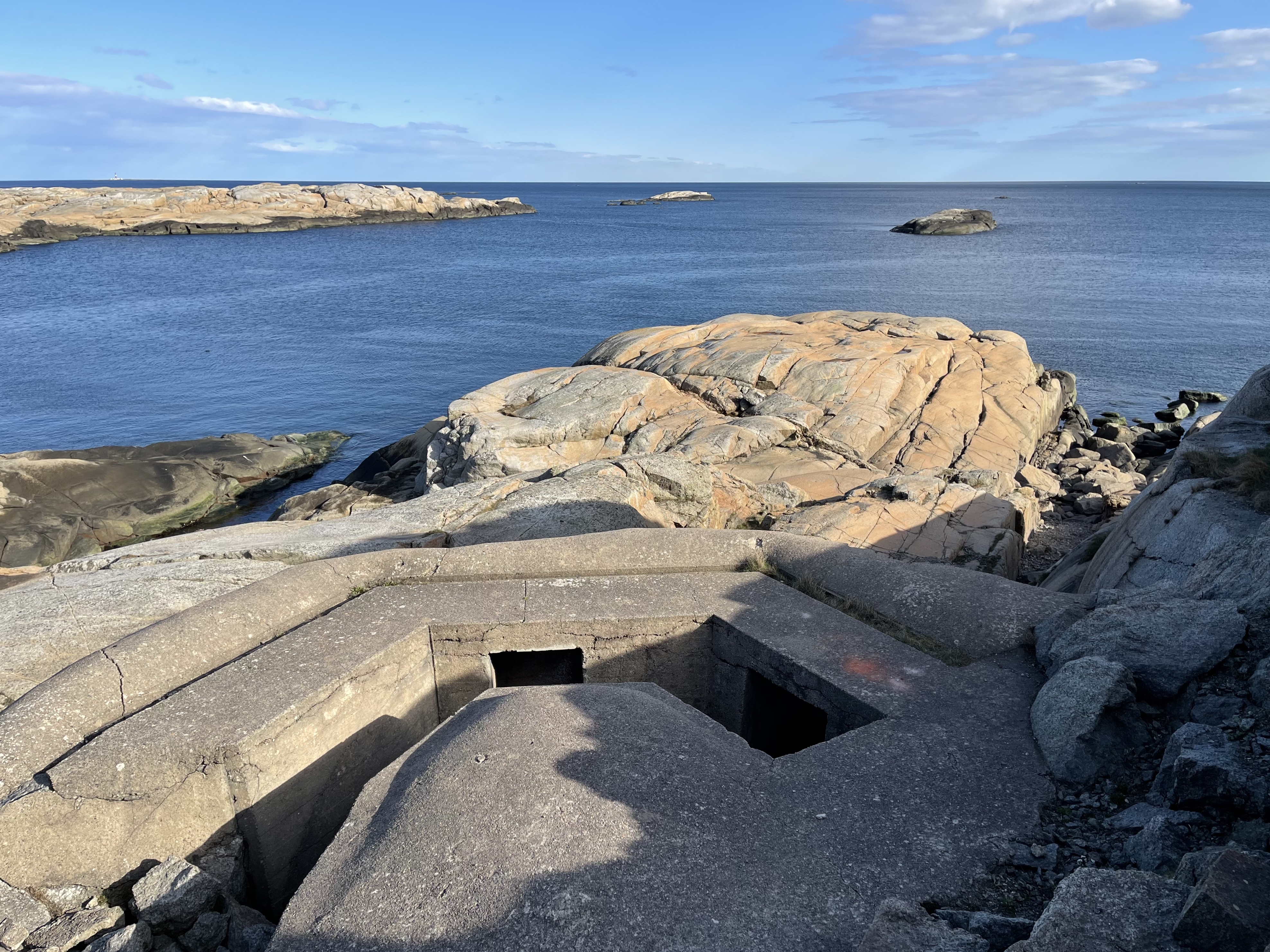
Roche moutonnée
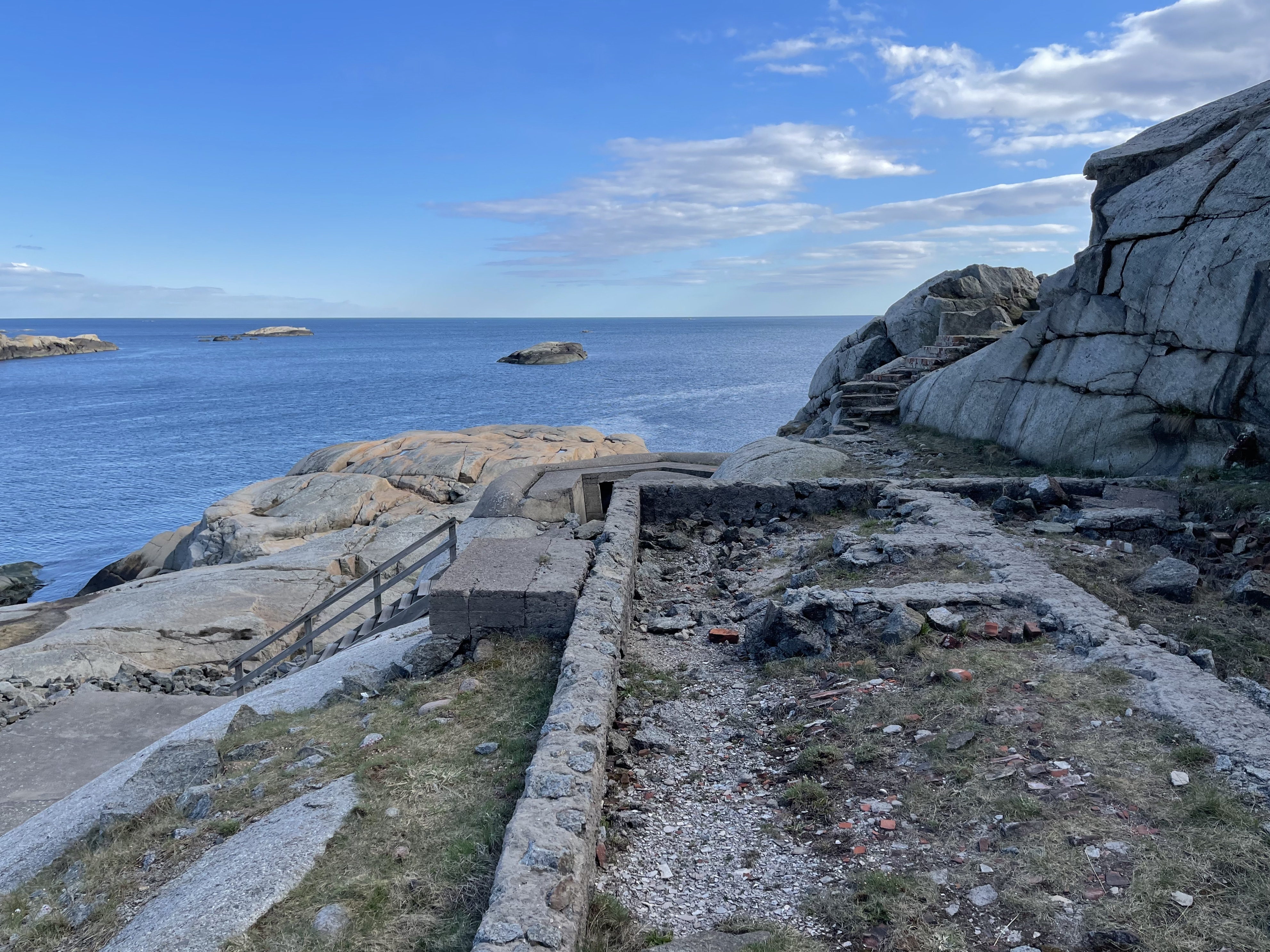
Ruine des fortifications allemandes
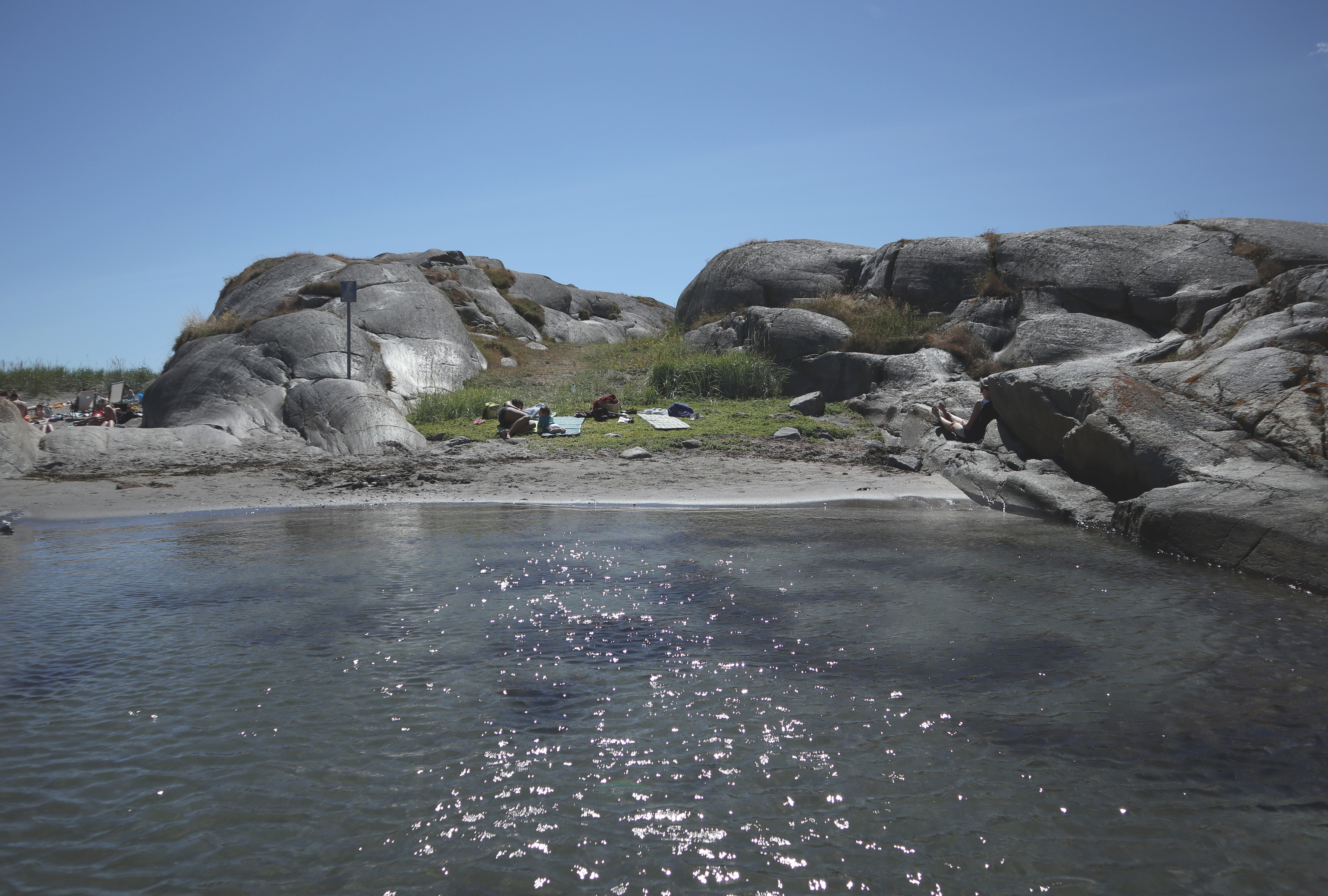
Mostranda